# City of Leeds
City of Leeds  är ett storstadsdistrikt (kommun) i grevskapet West Yorkshire i England,  Storbritannien. Distriktet har 822 483 invånare (2022). Det omfattar förutom Leeds även bland annat städerna Morley, Otley, Yeadon och Wetherby.
Distriktet består dels av unparished areas (oftast områden av storstadskaraktär), dels av 37 civil parishes (oftast områden av landsbygdskaraktär).

## Infrastruktur
Utanför Yeadon ligger Leeds Bradford International Airport. Motorvägarna M1, som går från London till Wetherby och M62, mellan Kingston upon Hull och Liverpool passerar distriktet. Väg A58 förbinder Leeds och Wetherby. Väg A61 går från Leeds norrut i riktning mot Harrogate. Väg A63 går från Leeds förbi Garforth i riktning mot Kingston upon Hull. Väg A64 förbinder Leeds med York medan A65 går från Leeds, genom Yeadon och Guisley i sydvästlig riktning.
Väg A659 följer floden Wharfe som går längs distriktets norra gräns och förbinder Otley och Wetherby. Runt Leeds går en ringväg (A6120).

## Politik
Distriktets fullmäktige, Leeds City Council, är organiserat enligt "ledare och kabinett"-formen.

## Byar, städer och stadsdelar inom distriktet
- Aberford
- Allerton Bywater
- Alwoodley
- Armley
- Barwick in Elmet
- Beeston
- Boston Spa
- Bramham
- Bramhope
- Bramley
- Burley
- Burmantofts
- Chapel Allerton
- Chapeltown
- Cookridge
- Garforth
- Gildersome
- Gipton
- Guiseley
- Halton
- Hawksworth
- Headingley
- Horsforth
- Hunslet
- Kippax
- Kirkstall
- Middleton
- Morley
- Moortown
- Otley
- Pudsey
- Rawdon
- Rothwell
- Roundhay
- Scarcroft
- Scholes-in-Elmet
- Seacroft
- Shadwell
- Swillington
- Weetwood
- Wetherby
- Whinmoor
- Woodhouse
- Woodlesford
- Wortley
- Yeadon